# Linia przekazu Dharmy zen
Linia przekazu Dharmy – ograniczona tylko do szkoły zen metoda promowania następcy lub następców z grona uczniów danego mistrza zen. Ta metoda bezsłownego przekazu istoty nauk Buddy stała się jedną z wyróżniających cech szkoły. Jednym z jej skutków było rozbicie jedności szkoły na kilka różnych frakcji. Synonimicznym określeniem jest „linia przekazu chan”.

## Historia

### Pojęcie przekazu
Pojęcie przekazu zen od samego początku było pojęciem spornym, gdyż samo założenie, że to, co jest przekazywane, jest bezsłowną istotą nauk Buddy, implikowało natychmiast, iż wszyscy ci, którzy nie byli złączeni z linią przekazu, uważani byli za dysponentów mniej wartościowej prawdy. Oczywiście powodowało to sprzeciw innych buddyjskich tradycji. Zachowały się przekazy jeszcze z VIII wieku, że szczególnie urażona poczuła się szkoła tiantai. Wiadomo, że mnich tej szkoły Zhanran (711–782) i inni atakowali szkołę chan za sformułowanie takiej idei. Takie ataki ze strony wyznawców tiantai nasiliły się w okresie panowania północnej Dynastii Tang.
Dla młodej szkoły chan stworzenie idei przekazu Dharmy było jednym z najważniejszych elementów budujących jej tożsamość. Gdy szkoła uzyskała już swoją bardzo wyraźną tożsamość, sprawą o podstawowym wręcz znaczeniu była tożsamość linii przekazu, a ściślej utożsamienie się z którąś z linii przekazu Dharmy. Nasiliło się to zwłaszcza po tym, gdy Heze Shenhui (684–758) przegrał batalię, w której walczył on o utrzymanie poglądu, że tylko jedna osoba może być w posiadaniu przekazu. Jego idea przegrała i odtąd różne grupy chan (sŏn, zen i thiền), mające różne linie przekazu zaczęły uważać, że wszystkie inne grupy są także w pełni uprawnione, niezależnie od rywalizacji między nimi.
Natura przekazu została ustalona w wierszu Patriarchy Huinenga:
| Oddzielny przekaz poza naukami, nie polegający na słowach, bezpośrednio wskazując na ludzki umysł widząc czyjąś własną naturę, osiągnięty jest stan Buddy |

Pojęcie „oddzielnego przekazu” reprezentuje skrajnie potężne roszczenie do uprawomocnienia tradycji oraz do pełnej autorytatywności. Było ono w samym centrum samoświadomości szkoły. Zostało ukute jako przekaz poza buddyjskimi tekstualnymi naukami, przekraczający każde werbalne sformułowania, ponieważ był poza ograniczeniami ludzkiego języka. To, co przekazywano, było wglądem w totalność ostatecznej rzeczywistości, zrozumienie tak głębokie, że nie mogło być wyrażone słowami. Dawano tym do zrozumienia, że ci, którzy otrzymali przekaz, posiedli wgląd, który był identyczny z wglądem historycznego Buddy. Inaczej mówiąc, członkowie linii przekazu chan byli żyjącymi Buddami i jedynie przez przyłączenie się do takiej osoby, mógł ktoś osiągnąć taki sam szczególny wgląd oraz otrzymać przekaz.
W okresie Song ten już klarowny obraz własnej historii został zaakceptowany przez cały chiński buddyzm, nawet przez rywalizujące z chanem inne tradycje buddyjskie (niektóre z nich zaczęły nawet tworzyć własne linie przekazu). Co więcej przejęły go także w całości koreański sŏn i japoński zen. Zaakceptowali go również naukowcy zajmujący się buddyzmem, traktując jako historyczny fakt.
Mimo tego jasne jest, że cała linia przekazu sprzed okresu Song, musi być rozumiana jako twór mityczny, święta historia, która służyła uprawomocnieniu szkoły chan w okresie Song poprzez twierdzenie o posiadaniu szczególnego przekazu. Nawet w okresie Song linie przekazu podlegały ciągłym manipulacjom i reinterpretacjom w celu uprawomocnienia linii przekazu pewnych mistrzów lub wzmocnienia polemicznych i religijnych roszczeń.
Jedyną jasną cechą charakterystyczną mistrza chan okresu Song było to, że był on pojmowany jako utrzymujący przekaz w linii chan. Tylko taka osoba mogła być członkiem szkoły chan. W okresie Song nie było jeszcze pojęcia „mnicha chan”, gdyż po prostu nie było jeszcze ordynacji chan. W Chinach, przeciwnie do Japonii, wszyscy mnisi byli ordynowani do zakonu buddyjskiego, a nie jakiejś poszczególnej szkoły. I taki system przetrwał do dziś. Olbrzymia większość mnichów i mniszek nie aspirowała do członkostwa w rodzinie przekazu chan ani też innej rodziny przekazu, które pojawiły się w okresie Song. Tych, którzy jednak tego chcieli, czekał zwykle trwający całe dziesięciolecia trening w specjalnych publicznych klasztorach i tylko wtedy mogli otrzymać przekaz i zostać członkami linii przekazu ich mistrza.
W okresie dynastii Tang kręgi chan wypromowały stanowisko opata klasztoru chan. Musiał to być charyzmatyczny mistrz chan, a więc taki, który utrzymywał linię przekazu. W okresie dynastii Song opat klasztoru chan utrzymywał linię przekazu, a zatem był duchowym spadkobiercą wielkich mistrzów okresu Tang, których działania i wypowiedzi były tematem jego kazań czy wykładów. W okresie Song większość mistrzów chan i ich uczniów angażowała się w wiele rodzajów buddyjskiej praktyki i często studiowali sutry i tradycyjne komentarze na równi z tekstami chan. Większość mistrzów chan używała komentarzy koanowych przytaczając historie o mistrzach Tang, często właśnie z Jingde chuandeng lu i oferowała komentarze, równie tajemnicze jak oryginalne opowieści. Jednak nauki, to na co kładli największy nacisk i styl indywidualnych mistrzów chan w okresie Song zawierały się w bardzo szerokim spektrum. Klasztory chan były budowane według takiego samego wzoru jaki inne, prowadziły takie same rytuały i funkcjonowały tak jak klasztory kojarzone z innymi szkołami buddyjskimi. Klasztory zresztą bardzo często i stosunkowo łatwo zmieniały swoje afiliacje. Dlatego to, co wyróżniało szkołę chan w okresie Song, to nie były różnice instytucjonalne ani rodzaj praktyki, ale właśnie pojęcie szczególnej linii przekazu chan.

### Kształtowanie się linii przekazu
Najwcześniejsza część linii przekazu, którą chan okresu Song przyswoił, ukształtowała się w dolnym regionie rzeki Yangzi w prowincji Hubei, w kręgu tzw. Wschodniej Góry (chiń. Dongshan), czyli mnisiej wspólnoty Daoxina (580-651) i Hongrena (601-674). Jak wiadomo, generacyjny przekaz od mistrza do ucznia był wydarzeniem jednostkowym i tak było do Huinenga (638–713) – Szóstego Patriarchy. Po nim przekaz nie odbywał się już do jednego ucznia w każdym pokoleniu, ale dwóch głównych uczniów Huinenga, czyli Nanyue Huairang i Qingyuan Xingsi, swoimi przekazami jednolitą (prawie) linię przekazu rozdzielili na kilka równolegle biegnących linii.
- 28/1 Bodhidharma Pierwszy Patriarcha (zm. 543) (?)
  - 29/2 Daoyu
  - 29/2 Zongchi (Dharani) – mniszka
  - 29/2 Dazu Huike Drugi Patriarcha (487-594)
    - 30/3 Baoyue
    - 30/3 Sengna
    - 30/3 Xiang
    - 30/3 Huiman
      - 31/4/1. Dōshō (628-670) wprowadził zen do Japonii (linia przekazu nie przetrwała)

    - 30/3 Huaxian
    - 30/3 Jianzhi Sengcan Trzeci Patriarcha (zm. 606)
      - 31/4/1 Vinītaruci (zm. 594) wprowadza chan (thiền) do Wietnamu
      - 31/4 Dayi Daoxin (579-651) Czwarty Patriarcha szkoła dongshan (zachodniej góry)
        - 32/5 Huangmei Lang
        - 32/5 Jingzhou Faxian
        - 32/5 Shuzhou Fazang
        - 32/5 Fajing
        - 32/5 Niutou Farong (594-657) szkoła niutou
        - 32/5/1 Pŏmnang wprowadza chan (sŏn) do Korei
        - 32/5 Daman Hongren (601-674) Piąty Patriarcha
          - 33/6 Yuquan Shenxiu (606–706) szkoła północna
            - 34/7 Songshan Puji (651–739)
              - 35/8/1. Daoxuan (702–760) próba wprowadzenia chanu do Japonii

          - 33/6 Zizhou Zhixian (609–702) ta linia przekazu wyłoniła szkoły jingzhong i baotang w Syczuanie
          - 33/6 Lao’an Hui’an (580–707) być może był uczniem Czwartego Patriarchy, lub żadnego z nich; szkoła laomu’an heshang
          - 33/6 Luzhou Faru (638-689)
          - 33/6 Daoming
          - 33/6 Dajian Huineng (638–713) szkoła południowa

W niesekciarskiej historii buddyzmu Xu gaoseng zhuan napisanej w latach 645–667, Hongren jest wspomniany kilka razy, cytowany jest także Daoxin, nie wspomina się w ogóle o Trzecim Patriarsze – Sengcanie, nie łączy się także Daoxina z Bodhidharmą.
Najwcześniejsze wyrażenie linii przekazu chan jest zawarte w epitafium jednego z uczniów Hongrena – Luzhou Faru (638-689). Prawdopodobnie powstało w kręgu uczniów Faru. W epitafium stwierdza się, że już w Indiach odbywał się bezsłowny przekaz, który sięgnął Bodhidharmy i tradycja została przeniesiona przez niego do Chin. W Chinach przekaz następował od Bodhidharmy do Huike, następnie do Sengcana, dalej do Daoxina i wreszcie do Hongrena. Od Hongrena przekaz nastąpił do Faru. Chociaż ten schemat został zaakceptowany przez wschodzącą szkołę chan, to jednak pozycja Faru została zakwestionowana przez kilku kandydatów takich jak długowieczny Lao’an Hui’an (znany także jako Songshan) (580–707) czy Yuquan Shenxiu (606–707). W epitafium Shenxiu napisano, że otrzymał on przekaz od mistrza Hongrena, którego linia przekazu rozpoczęła się od Bodhidharmy, ale nic nie wspomina się o Faru czy innych uczniach Hongrena. Wydaje się, że najbardziej promował Shenxiu jego uczeń Songshan Puji (651–739), który starał się zrobić z niego szóstego patriarchę i słusznego spadkobiercę Hongrena.
Spowodowało to znany kontratak ucznia Huinenga, którym był mistrz chan Heze Shenhui (648–758), na Pujiego i na tzw. „szkołę północną”. Heze zarzucił tej szkole, że promuje stopniowe i dualistyczne podejście do oświecenia, a mistrzowi chan Pujiemu, że uzurpował pozycję szóstego patriarchy przyznając ją mistrzowi Shenxiu. Heze twierdził, że prawdziwym szóstym patriarchą jest Huineng, założyciel „południowej szkoły chan.” Huineng był w ogóle nieznanym mistrzem chan i znajdował się on tylko na jednej liście wyliczającej dziesięciu uczniów Hongrena. Obaj mistrzowie – zarówno Puji, jak i Heze – mieli swoje racje promując swoich nauczycieli jako szóstego patriarchę, gdyż uprawomocniało to ich linie przekazu i czyniło z nich siódmego patriarchę. Postępowanie ich nie różniło się niczym od działań innych mistrzów będących spadkobiercami uczniów Hongrena, którzy także starali się o uznanie ich własnego nauczyciela za szóstego patriarchę. O ile samo promowanie Huinenga raczej nie przyniosłoby rezultatu, gdyż zarówno Faru, jak i Shenxiu byli szeroko znani jako mistrzowie chan, a Huineng był kompletnie nieznanym mistrzem, to atak na stopniowość i dualizm „szkoły północnej” oraz podkreślanie nagłego oświecenia były skuteczne i zostały zapamiętane. Guifeng Zongmi przekazał informację, że z polecenia cesarskiego została w 796 roku zwołana narada mistrzów chan, którzy uznali, że siódmym patriarchą jest Heze Shenhui. Wskazywało to automatycznie na to, że szóstym patriarchą był Huineng. Było to częściowe zwycięstwo Hezego – Huineng został ostatecznie uznany w powszechnej świadomości za szóstego patriarchę, jednak on sam nigdy nie został uznany za siódmego. Guifeng (który należał do linii przekazu Hezego) wylicza przy tym siedem różnych frakcji chan, z których tylko dwie wywodzą się od Huinenga, a reszta – od Hongrena lub Daoxina.
W ciągu kilkudziesięciu lat po śmierci Guifenga (zm. 841) wszystkie frakcje nie pochodzące od Huinenga – zniknęły. Utrzymały się tylko linie przekazu wywodzące się od Huinenga.
W pewnym momencie w XI wieku częścią samoświadomości szkoły chan, stało się zrozumienie, że linia przekazu pochodząca od Huinenga (638–713) rozdzieliła się na pięć tradycji, z których każda mogła się cofnąć do jednego z dwu uczniów Huinenga: Nanyuego Huairanga (677–744) i Qingyuana Xingsiego (660–740). Były to tradycje: caodong, fayan, guiyang, linji i yunmen. Pojęcie tożsamości z linią przekazu było podstawowe i decydujące dla całego chanu. Mimo tego literatura chan jest pełna przykładów interakcji między mistrzami chan a uczniami z różnych innych linii przekazu, co świadczy o tym, że linie te nie traktowały siebie ekskluzywnie, ale inkluzywnie.
- 33/6. Dajian Huineng (638–713) Szósty Patriarcha
  - 34/7. Heze Shenhui (670–762) szkoła chan heze
  - 34/7. Qingyuan Xingsi (660–740)
    - 35/8. Shitou Xiqian (700–790)
      - 36/9. Tianhuang Daowu (748–807)
        - 37/10. Longtan Chongxin (bd)
          - 38/11. Deshan Xuanjian (780–865)
            - 39/12. Xuefeng Yicun (822–908)
              - 40/13. Yunmen Wenyan (862–949) szkoła yunmen
              - 40/13. Xuansha Shibei (835–908)
                - 41/14. Luohan Guichen (867–928)
                  - 42/15. Fayan Wenyi (884–958) szkoła fayan

      - 36/9. Yaoshan Weiyan (751–834)
        - 37/10. Yunyan Tansheng (770–841)
          - 38/11. Dongshan Liangjie (806–869) szkoła caodong

  - 34/7. Nanyue Huairang (677–744) szkoła hongzhou
    - 35/8. Mazu Daoyi (707–788)
      - 36/9. Baizhang Huaihai (749-814)
        - 37/10. Guishan Lingyou (771-853) szkoła guiyang
        - 37/10. Huangbo Xiyun (zm. 850)
          - 38/11. Linji Yixuan (zm. 867) szkoła linji

        - 37/10/1. Vô Ngôn Thông (759-826) Wietnam

Nie jest jasne kiedy pojawił się schemat podziału chanu na pięć frakcji. Tradycyjnie uważa się, że najwcześniejszym źródłem jest tekst przypisywany mistrzowi chan Fayanowi Wenyi (885-958) Zongmen shigui lun (Dziesięć normatywnych traktatów o szkole chan). Jednak wymienia on tylko cztery tradycje: caodong, linji, yunmen i guiyang. Nie wymienia tradycji fayan, której sam był twórcą, więc przyjmuje się, że było pięć tradycji zwanych „domami”. Nie wydaje się jednak, żeby Fayan widział siebie jako założyciela piątej frakcji. W jego tekście brakuje także kilku wybitnych, jemu współczesnych, mistrzów chan. We wcześniejszych ustępach tego tekstu Fayan wspomina o sześciu różnych liniach przekazu chan. Do czterech wymienionych dochodzą jeszcze linie przekazu takich mistrzów jak Deshan Xuanjian (782-865) i Xuefeng Yicun (822-908). Ten schemat włącza w linie przekazu Fayana, który był w trzecim pokoleniu spadkobiercą Xuefenga, ale w dalszym ciągu pozostawia wielu współczesnych mu mistrzów poza liniami przekazu. Fayan zdawał sobie z tego najwyraźniej sprawę i zakończył znakiem deng, który wskazuje na nieskończoną numerację.
Tekst ten jest świadectwem, że w połowie X wieku różnorodne linie przekazu wywodzące się od Huinenga, były postrzegana za mające wyróżniającą się tożsamość. Użycie nazw takich jak caodong i guiyang (które skonstruowano z imion mistrza i jego ucznia) wskazuje, że tożsamość linii przekazu była oparta na czymś innym niż na wyróżniającym się mistrzu chan. Fayan przytacza te linie przekazu przy okazji lamentowania nad ich świadomością. To znaczy, że w czasach Fayana wszystkie te linie przekazu ostro ze sobą rywalizowały.
W 952 roku, a więc jeszcze za życia Fayana, ukazała się praca zatytułowana Zutang ji, która w ogóle nie odnosi się do systemu pięciu szkół chan. Jest to zrozumiałe, gdyż układ ten pozostawił autorów pracy i ich nauczyciela mistrza chan Zhaoqinga Wendenga (884-972) poza systemem, chociaż był on w drugim pokoleniu spadkobiercą mistrza chan Xuefenga Yicuna. Dlatego zapewne dzieło to pomija w ogóle Fayana. Jest co prawda Yunmen Wenyan (864-949), ale został całkowicie pozbawiony swoich uczniów.
Praca Jingde chuandeng lu częściowo oparta była na Zutang ji. Wzmacnia ona inkluzywność chanu i przedstawia go jako dużą i harmonijną rodzinę. Nie wspomina o „pięciu domach” chan, ale wszyscy mistrzowie wymienieni jako ostatni w swojej generacji są przedstawicielami właśnie „pięciu domów”. Ponieważ autorem tego dzieła jest Yong’an Daoyuan, który był w drugim pokoleniu spadkobiercą Fayana Wenyi, to praca ta dyskretnie promuje linie przekazu pochodzące od Fayana. Fayan ma sześćdziesięciu trzech spadkobierców, jego uczeń Tiantai Deshao (891-972) ma ich czterdziestu dziewięciu, a bracia w Dharmie Deshao mają razem dwudziestu pięciu spadkobierców. Autor tej pracy Daoyuan nie jest w ogóle wymieniony jako spadkobierca Deshao, a w następnym pokoleniu wymienionych jest zaledwie pięciu spadkobierców linii przekazu Fayana. Charakterystyczne jest także to, że nie ma żadnych spadkobierców Yunju Daoqi (929-997) z drugiej generacji po Fayanie, chociaż ten znany mistrz w innych pracach może szczycić się kilkudziesięcioma spadkobiercami. Prawdopodobnie linia przekazu Daoqi traktowana była jako konkurencyjna dla Deshao.
Najwcześniejsze jasne wykazanie, że schemat „pięciu domów” stał się organizacyjnym paradygmatem, można znaleźć w dziele Tiansheng guangdeng lu z 1039 roku. Praca jest podzielona dość dyskretnie na części odpowiadające „pięciu domom”, chociaż nie wspomina się o samym systemie. Przeciwnie do prac wcześniejszych, ta jest zdecydowanie nastawiona na promowanie linii przekazu mistrza Linjego Yixuana (zm. 866). Tekst rozpoczyna się od przedstawienia wykrystalizowanej już linii patriarchów, następnie przedstawia mistrzów chan wiodących do Linjiego ustawiając ich w pojedynczej linii, ażeby wykazać, że są oni postaciami równymi Huinengowi. Dalej rozpatruje się licznych przedstawicieli tradycji linji. W dalszej części omawia się tradycje yunmen, caodong, guiyang i fayan. Tiansheng guangdeng lu zostało napisane przez literata Li Zunxu (988-1038), który był wysokiej rangi urzędnikiem, a nawet krewnym (z rodziny małżonki) cesarza Renzonga. Cesarz nawet napisał wstęp do tej pracy, więc dzieło to ewidentnie służyło promocji tradycji linji na dworze cesarskim.
Nieistniejąca już praca Wujia zongpai (Linie przekazu pięciu tradycji) napisana przez Danguana Tanyinga (989-1060) i znana z kilku innych źródeł, była zapewne pierwszym tekstem zawierającym pierwszą bezpośrednią dyskusję na temat tego schematu pięciu tradycji szkoły chan.
Jednym z najwcześniejszych i istniejących tekstów zajmujących się schematem pięciu domów jest komentarz dołączony na końcu listy mnichów pochodzących od Huinenga w dziele Chuanfa zhengzong ji (Zapiski z przekazu Dharmy w prawdziwej linii) autorstwa mistrza chan Fori Qisonga (1007-1072). Autor używa terminu jia, który oznacza „rodzinę”, ale jest zwykle tłumaczony jako „dom”. Podkreśla, że nie ma żadnych różnic doktrynalnych, tylko są różne rodziny tego samego klanu.
Następne wyraźnie odniesienie do schematu pięciu domów można znaleźć w pracy z 1036 roku Jianzhong Jingguo xudeng lu, a zwłaszcza w przedmowie napisanej przez cesarza Huizonga. Praca ta została napisana przez mistrza chan tradycji yunmen Foguo Weibaia (bd). Dzieło to skupia się na liniach przekazu tradycji yunmen i linji, które są przedstawione w dwudziestu pięciu częściach tej pracy, a jedna część poświęcona jest szkołom caodong i fayan. Ponieważ tradycja guiyang w tym czasie już nie istniała, nie są wymienieni żadni spadkobiercy. Tekst ten rzuca światło na stan chanu w XI wieku i zwraca uwagę na potęgę tradycji linji, której autor, nawet jeśli chciał promować swoją tradycję yunmen, nie mógł zignorować.
Z XII wieku pochodzi kolejna praca, w której zauważa się pięć domów. Chodzi tu o przedmowę do pracy Chanlin sengbao zhuan. Dzieło to zostało napisane przez mistrza chan Juefana Huihonga (1071-1128), a przedmowa z roku 1124 pochodzi od literata Hou Yanginga.
Po ukazaniu się Jingde chuandeng lu podział na „pięć domów” stał się częścią tożsamości szkoły chan oraz częścią tożsamości mistrzów chan. W okresie Song każdy członek większej rodziny przekazu chan mógł zidentyfikować kogoś lub siebie jako członka jednej z tych pięciu frakcji, które bezpośrednio łączyły ich z mistrzami wymienionymi w Jingde chuandeng lu. W okresie Song nikt nie mógł być prawomocnym członkiem linii przekazu bez takiego połączenia.
W XII wieku doszło do kolejnej znaczącej zmiany w systemie pięciu domów. Odnoszący sukcesy mistrzowie linii przekazu linji łączyli siebie do jednego z dwu uczniów mistrza chan Ciminga Chuyuana (986-1039): Huanglonga Huinana (1002-1069) i Yangqi Fanghuia (992-1049). To stworzyło nowy schemat pięciu rodzin i siedmiu tradycji (chiń. wujia qizong). W stosunku do linii przekazu tych dwóch mistrzów, nie używało się już wyrazu jia (rodzina, dom), tylko pai (filia, gałąź, frakcja). Należałoby się spodziewać, że obie te linie różniły się stylem nauczania. Na poparcie tej tezy można posłużyć się tym, że do frakcji huanglong należał Juefan Huihong – znany pisarz, a do frakcji yangqi należał Dahui Zonggao (1089-1163) – wynalazca metody kanhua chan. Można by zatem przypuszczać, że linia przekazu huanglong była nastawiona bardziej literacko, a linia przekazu yangqi – bardziej praktycznie. Jednak są to tylko przypuszczenia, gdyż style nauczania tych linii były praktycznie takie same. To wyrażenie „pięć rodzin i siedem tradycji” pojawia się tylko jeden raz w całej literaturze okresu Song – w zapisanych wypowiedziach mistrza chan Yuanwu Keqina (1063-1135) i to tylko jednorazowo. Huanglong pai nie pojawia się ani razu w literaturze tego okresu. Yangqi pai występuje w tekście z 1204 roku Jiatai pudeng lu (Obszerne zapiski z [przekazu] lampy z okresu jiatai [1201-1205]).
- 38/11. Linji Yixuan (zm. 867) szkoła linji
  - 39/12. Xinghua Cunjiang (830–925)
    - 40/13. Nanyuan Huiyong (Paiying) (860–930)
      - 41/14. Fengxue Yanzhao (896–973)
        - 42/15. Shoushan Xingnian (926–993)
          - 43/16. Fenyang Shanzhao (947–1024)
            - 44/17. Ciming Chuyuan (Shishuang Chuyuan) (968–1039)
              - 45/18. Yangqi Fanghui (992–1049) szkoła yangqi
              - 45/18. Huanglong Huinan (1002–1069) szkoła huanglong

Chociaż Dharmę huanglong przeniósł do Japonii Eisai Myoan, to tradycja ta po kilku pokoleniach mistrzów zaniknęła zarówno w Chinach, jak i Japonii. Wszystkie linie transmisji Dharmy szkoły linji pochodzą dziś od odgałęzienia yangqi.

## Lata kryzysu
W swojej notatce do Chuanfa zhengzong ji sprzed 1061 roku, mistrz Fori Qisong napisał m.in.:
| Dziś, wyznawcy trzech rodzin yunmen, linji i fayan są w wielkiej obfitości. Ale [rodzina] guiyang już zniknęła, a caodong ledwie egzystuje, słaba jak samotne źródło w czasie suszy. Ale rozwój i upadek różnych tradycji nie ma nic wspólnego z siłą i słabością ich Dharmy. Problemem wydaje się być, czy będą mieć ludzi do przekazu do następnego pokolenia. Czyż nie napisano: 'Jeśli nie ma ludzi, Droga nie może być praktykowana, gdy nikogo nie ma?' |

Jak wiadomo na początku XI wieku przestała istnieć szkoła guiyang, czyli wszystkie jej linie przekazu zniknęły. To samo stanie się za jakiś czas ze szkołami fayan i yunmen. Jednak nieco wcześniej, bo X wieku, kryzys nastąpił w szkole linji, w której ilość linii przekazu niepokojąco się zmniejszyła. Gdy sytuacja stała się niebezpieczna pojawił się znakomity mistrz chan Shoushan Xingnian (926-993), który skutecznie uratował szkołę. Miał dwunastu spadkobierców i kilku nich także ich miało: Guyin Yuncong – dziesięciu, Taizi Shanzhao – sześciu, Zhenhui Yuanlian – jednego.
Kryzys dotknął także największego rywala tradycji linji – szkołę caodong. Koniec tej szkoły wydawał się być przesądzony. Autor Jingde chuandeng lu wymienia 53 spadkobierców Dongshana w trzecim pokoleniu. Jednak już w czwartym pokoleniu jest ich zaledwie 10. W piątym pokoleniu pozostał już tylko jeden mistrz chan Dayang Jingxuan (942–1027). Wiadomo że miał on 2 bardzo obiecujących uczniów, którym przekazałby Dharmę, niestety zmarli oni jeszcze za jego życia.
Wtedy właśnie nastąpił przełom w historii caodong. Mistrz Dayang zwrócił się do wpływowego mistrza chan ze szkoły linji Fushana Fayuana (991–1067) z prośbą o dalsze poprowadzenie szkoły i to w dodatku w stylu caodong. Mistrz Fushan wyraził zgodę i to uratowało tę tradycję. Przekazał on Dharmę Touzi Yiqingowi (1032–1083). Touzi przekazał Dharmę Furongowi Daokaiowi (1043–1118 i Dahongowi Bao’enowi (1058–1111). W Jianzhong Jingguo xudeng lu wymienionych jest 7 spadkobierców Touziego. Główną linią przekazu była linia Daokaia, ale sam Dahong miał już 13 spadkobierców. Tak więc w sytuacjach kryzysowych możliwe było z utrzymanie linii przekazu przy wykorzystaniu pośrednika czy też pełnomocnika, nie tylko z innej linii przekazu danej szkoły, ale nawet z innej szkoły.
Czasem możliwa była także sukcesja w odległym czasie. Przykładem może być casus brata dharmicznego Miyuna Yuanwu – mistrza chan Xuejiao Yuanxina. Ponieważ został zaordynowany przez Huanyou Zhengchuana, powinien być oficjalnym spadkobiercą Dharmy szkoły linji. I chociaż jego imię zostało wpisane do linii linji w nowej genealogii chan Chadeng shipu (Pokoleniowa genealogia lampy chanu), to poprosił o usunięcie go, gdyż czuł się związany z Yunmenem Wenyanem i jego szkołą, chociaż nie istniała ona już od około 300 lat.
Bywały również przykłady ożywienia dawno nieistniejących szkół. W okresie dynastii Song działał mistrz Fadeng Murong, a w okresie Yuan mistrz Zhongshan Guangzhu (1248-1341). Obaj uważali się za mistrzów wymarłej przez 300 laty północnej szkoły chan. W czasie panowania cesarza Chenghua (成化) (Zhū Jiànshēn 朱見深, pan. 1464-1487) działali Ruiyan Guanglei (1369-1481) i później jego wnuk w Dharmie Yu’an Changzhen (zm. 1581), którzy przywrócili północną szkołę do istnienia. Yu’an Changzhen miał pięciu oświeconych uczniów, którzy utworzyli pięć linii przekazu. Takich przypadków było więcej.
Po 200-letnim okresie regresu całej szkoły chan, pod koniec XVI i na początku XVII w. chan, a więc już tylko 2 szkoły – caodong i linji – rozpoczęły proces rewitalizacji.
Mistrz chan szkoły caodong Cizhou Fangnian (zm. 1594) z klasztoru Shaolin przekazał Dharmę mistrzowi Zhanranowi Yuanchengowi (1561–1626). Inni znani mistrzowie tego okresu: Wuyi Yuanlai (1575–1630), Huitai Yuanjing (1577–1630) i Yongjue Yuanxian (1578–1657), byli spadkobiercami mistrza Wuminga Huijinga (1548–1618), należącego także do linii przekazu z klasztoru Shaolin.
XVII-wieczni mistrzowie caodong twierdzili, że transmisje Dharmy caodong można prześledzić do samego mistrza Furonga Daokaia. Ta linia przekazu była kiedyś aktywna zarówno na północy, jak i na południu Chin. Na północy szczególnie odznaczał się mistrz Wansong Xingxiu (1166-1246), który otrzymał patronat od nomadycznych władców tego okresu. Jego spadkobierca Xueting Fuyu (1203–1275), został opatem klasztoru Shaolin i przyczynił się do rozpropagowania chanu w tym czasie. Uważa się także, iż właśnie linia przekazu z Shaolin zachowała ciągłość. Gdy pod koniec okresu Mingów nastąpiło chanistyczne ożywienie, wspomniani w poprzednim akapicie mistrzowie dzięki przekazom Dharmy rozpowszechnili nauki caodong w takich prowincjach jak Zhejiang, Fujian i Guangdong. Tradycja ta, bardziej konserwatywna niż tradycja linji, nie potrafiła się jednak rozprzestrzenić jak linji na całe Chiny. Opanowała właściwie południowo-wschodnie tereny.
Dwoma najważniejszymi liniami przekazu tego okresu była linia przekazu Dharmy mistrza Zhanrana Yuanchenga i linia Wuminga Huijinga. Zhanran pozostawił 8 spadkobierców, takich jak m.in. Shiyu Mingfang (1593–1648), Sanyi Mingyu (1599–1665) i Rubai Mingxue (1584–1641). Wuming pozostawił 4 spadkobierców Dharmy. Byli nimi wspomniani już Wuyi Yuanlai, Huitai Yuanjing, Yongjue Yuanxian.
Po tym ożywieniu w XVII w. szkoła caodong ponownie weszła w okres regresu i, chociaż dotyczył on także szkoły linji, ostatecznie została przez nią wchłonięta.
Szkoła chan rozwijała się jeszcze w okresie dynastii Song i nawet w okresie dynastii Yuan. Jednak już wiek XV i XVI są okresem głębokiego kryzysu buddyzmu. Szkoła chan zapadła w głębokie uśpienie. Jak głęboka to była zapaść świadczy to, że w okresie ponad 150 lat od końca XIV w. do początków XVI w. zanotowano tylko cztery nazwiska mistrzów chan. Byli nimi Konggu Jinglong (1387–1466), Chushan Shaoqi (1403–1473), Dufeng Jishan (1443–1623) i Xiaoyan Debao (1512–1581). Jak zanotował Huang Zongxi (1610–1695):
| Przed erą Wanli, styl nauczania chanu prawie całkowicie zaniknął. [Linie przekazu] yunmen, fayan i guiyang wszystkie wyginęły. Nauki szkoły caodong były przekazywane tylko w tajemnicy. Linji wydawała się także na granicy wymarcia. |

W szkole linji, która zachowała się w najlepszym stanie – jeśli chodzi o liczbę mnichów, a nie o poziom nauczania – zniknęło bezpowrotnie wiele linii przekazu. Prawdziwe nauczanie chanu zostało zapomniane. Nie znano genealogii linii przekazu. Gong’any czytano, bez ich zrozumienia. Pierwszym mistrzem w tym kryzysowym okresie, który propagował praktykę medytacji chanistycznej, był Yungu Fahui (1500–1579). W swoim klasztorze Tianjie wprowadził w 1549 r. 7-dniowe odosobnienia medytacyjne i nauczał techniki kanhua. Jednym z jego uczniów był przez jakiś czas Hanshan Deqing.
Pod koniec okresu panowania dynastii Mingów pojawiła się trójka mistrzów chan, którzy byli prekursorami rewitalizacji chanu (i w ogóle buddyzmu) w XVII w. Byli to Zibo Zhenke (1543–1603), Yunqi Zhuhong (1535–1615) i wspomniany już Hanshan Deqing.
Tradycja linji wchłonęła wszystkie inne i tym samym chińscy mistrzowie chan uważają się za spadkobierców wszystkich pięciu domów.

## Korea
Do Korei wprowadzono kilkanaście linii przekazu z Chin; były to przeważnie linie związane ze szkołą linji (około dziesięciu).
Poniżej przedstawione są początki linii przekazu, które prowadziły do tzw. Dziewięciu górskich szkół sŏn. Siedem tych linii pochodziło ze szkoły hongzhou i linji. Jedna linia pochodziła ze szkoły północnej chan (i szkoły Dongshan Czwartego Patriarchy). Ostatnia linia pochodziła ze szkoły caodong.
- ; Szkoła hŭiyang

32/5/1. Pŏmnang Korea – wprowadzenie chanu (kor. sŏn). Był uczniem i spadkobiercą Czwartego Patriarchy Dayi Daoxina (579–651). Jego linia przekazu doprowadziła do powstania szkoły hŭiyang.
- - 34/7 Songshan Puji (651–739)
    - 35/8 Dingzhou Zhizong (714–800)
      - 36/9/1 Sinhaeng (704–779) Korea. Sinhaeng był spadkobiercą Pŏmnanga, ale także uczniem mistrza chan Dingzhou Zhizonga ze szkoły północnej.
- ; Szkoła silsang

37/10/1. Chinggak Hongch'ŏk (zm. 828) Korea; szkoła silsang. W Chinach był uczniem mistrza chan Xitanga Zhizanga (728–809) ze szkoły linji
- ; Szkoła tongni

37/10/1. Chŏgin Hyech'ŏl (785–861) Korea; szkoła tongni. W Chinach był uczniem mistrza chan Xitanga Zhizanga (728–809)
- ; Szkoła sagul

37/10/1. T'onghyo Pŏmil (810–889) szkoła sagul – Korea. W Chinach był uczniem mistrza chan Yanguana Qi’ana (752–843) ze szkoły hongzhou
- ; Szkoła sŏngju

37/10/1. Nanghye Muyŏm (799–888) Korea. Szkoła sŏngju. W Chinach był uczniem mistrza chan Magu Baoche (ur. 720)
- ; Szkoła saja

37/10/1. Ch'ŏlgam Toyun (798–868) szkoła saja – Korea. W Chinach był uczniem mistrza chan Nanquana Puyuana (748–835)
- ; Szkoła kaji

37/10/1. Wŏnjŏk Toŭi (zm. 825) prekursor szkoły kaji – Korea. W Chinach był uczniem mistrza chan Xitanga Zhizanga (728–809)
- ; Szkoła pongnim

37/10/1. Hyŏnik (787–868) (znany także jako Hyŏnuk) prekursor szkoły pongnim – Korea. W Chinach był uczniem mistrza chan Zhangjinga Huaihui
- ; Szkoła sumi

40/13/1. Chinch'ŏl Iŏm (870-936) szkoła sumi – Korea. W Chinach był uczniem mistrza chan Yunju Daoyinga (zm. 902)
Poniższe dwie linie przekazu nie zostały włączone do Dziewięciu górskich szkół sŏn
- ; Grupa okch'ŏn osan

37/10/1. Chingam Hyejo (774-850) – koreański mistrz sŏn. W Chinach był uczniem mistrza chan Yanguana Qi’ana (752–843)
- ; Szkoła guiyang

39/12/1. Sunji Yoo, który został uczniem mistrza chan Yangshana Huijiego (807-883)
Przeniesienie linii w pełni rozwiniętej szkoły linji z systemem kanhua chan; dokonało tego trzech koreańskich mnichów. Od tej pory kanhua chan zdominował cały koreański buddyzm.
- 57/30/20/1. T’aego Pou (1301–1382) szkoła imje (linji). Był uczniem mistrza chan Shiwu Qinggonga (Shishi) (1272-1352)
- 57/30/20/1. Paegun Kyŏnghan (1298–1374) Korea. Był uczniem mistrza chan Shiwu Qinggonga (Shishi) (1272-1352)
- 56/30/20/1. Naong Hyegŭn (1320–1376) Korea. Był uczniem i spadkobiercą mistrza chan Qinghui Pingshana (bd)

W 1356 r. T’aego Pou doprowadził do zjednoczenia wszystkich szkół sŏn w jednej szkole nazwanej chogye. Jest ono nazywane Pierwszym Zjednoczeniem.

## Japonia
Do Japonii przeniesiono dwadzieścia cztery linie przekazu chan. Większość z nich nie przetrwała do dziś. Dziś w Japonii z tych wszystkich linii przekazu egzystują tylko trzy.
Pierwsze próby
- 31/4/1. Dōshō (628-670). Uczeń Huimana, ucznia Drugiego Patriarchy Dazu Huikego. Był to pierwszy przekaz tradycji chan do Japonii. Niestety Japończycy kompletnie nie byli do praktykowania zenu gotowi. Dōshō nie zdołał stworzyć linii przekazu.
- Daoxuan (702–760). Chociaż nie był wyznawca chan, praktykował go u mistrza chan Songshana Pujiego. W Japonii uczył mnicha Gyōhyō (722–797), którego uczniem był mnich Saichō, znany bardziej jako Dengyō Daishi (767-822), który założył odpowiednik chińskiej szkoły tiantai – tendai. Praktyka zen została zmieszana z ezoterycznymi praktykami tej szkoły.
- Yikong. Uczeń mistrza chan Yanguana Qi’ana (750-842) ze szkoły hongzhou, z której rozwinie się potem tradycja linji. Przybył od do Japonii za zaproszeni cesarzowej Tachibany Kachiko, otrzymał nawet świątynię do prowadzenia i także nie zdołał stworzyć linii przekazu.

Tradycja sōtō
Tradycja sōtō, czyli japońska odmiana szkoły caodong została wprowadzona do Japonii przez Eiheia Dōgena, który otrzymał przekaz Dharmy od mistrza chan tradycji caodong Tiantonga Rujinga (1163–1228).
Tradycja rinzai
Tradycja linji została wprowadzona do Japonii przez różnych mistrzów. Byli to m.in.:
- Kakua (ur. 1142). Pierwszy Japończyk, który osiągnął oświecenie praktykując chan u mistrza szkoły linji z jej odgałęzienia yangqi – Fohaia Huiyuana (1103-1176). W Japonii spotkał z niewielkim zainteresowaniem. Zaproszony przez cesarza Takakurę, na jego zapytanie o nauki zen zrobił z zakładki szaty piszczałkę, zagrał jedną nutę i wyszedł. Udał się na górę Hiei i słuch o nim zaginął.
- Szkoła Darumy (Daruma=Bodhidharma w skróconej wersji japońskiej). Założona przez mnicha nazwiskiem Dainichi Nōnin (bd, XII wiek). Wśród tekstów buddyjskich natrafił na informację o buddyzmie chan (zen), zaczął go sam praktykować i osiągnął oświecenie. Posłał swoich dwóch uczniów do Chin i od mistrza chan Zhuo’ana Deguanga (1121-1203) (znanego także jako Fozaho Deguang) otrzymał przekaz Dharmy. Nōnina i uczniów skupionych wokół niego nazywano szkołą Darumy. Mimo nazwy, szkoła nie prowadziła nauczania w stylu linji, ani nawet czystego chińskiego chanu. Zmieszano w niej zen z naukami szkoły tendai. Charakterystyczne, że uczniowie tej szkoły przeszli później do Dōgena, a nie do Eisaia Myōana.
- Eisai Myōan (1142-1225). Uczeń i spadkobierca mistrza chan Xu’ana Huaichanga (bd) z frakcji szkoły linji – yangqi. Jego ostatnia linia przekazu zaniknęła w XIII wieku.
- Enni Ben’en (1201-1280) (znany jako Shōichi Kokushi). Uczeń mistrza chan z frakcji yangqi – Wuzhuna Shifana (1177-1249.
- Shinchi Kakushin (1207-1298) (także znany jako Muhon Kakushin). Uczeń mistrza chan i autora Wumenguan – Wumena Huikaia (1183-1260)
- Nampo Jōmyō (1235-1309). Uczeń mistrza chan Xutanga Zhiyu (1185-1269)

Tradycja rinzai w Kamakurze
- 54/27. Wuxue Zuyuan (1226–1286) (także Foguang)
  - 55/28/1. Kōhō Kennichi (1241–1316) Japonia.
  - 55/28/1. Kian Soen (1261–1313)) Japonia.
  - 55/28/1. Muchaku (ur. 1243) Japonia. Mniszka
  - 55/28/1. Hōjō Tokimune (1251–1284) Japonia.
  - 55/28/1. Ichiō Inkō (1210–1281)Japonia
- 54/27. Wu’an Puning (1197–1276)
  - 55/28/1. Hōjō Tokiyori (1227–1263) Japonia
- 54/27/1. Enni Bennen (1201–1280) Japonia
- 54/27. Wanji Xingmi (bd)
  - 55/28. Yishan Yining (1217–1317)
    - 56/29/1. Kokan Shiren (1278–1346) Japonia
    - 56/29/1. Sesson Yūbai (1290–1346) Japonia
- 54/27. Xueyan Huilang (bd)
  - 55/28. Gaofeng Yuanmiao (1238–1295)
    - 56/29/1. Zhongfeng Mingben (1263–1323) Japonia
      - 57/29. Tianru Weize (zm. 1354)
      - 57/30/1. Kosen Ingen (1295–1374) Japonia

Ostatnią linią przekazu, która została przeniesiona do Japonii była XVII-wieczna linia szkoły linji, przeniesiona przez mistrza chan Yinyuana Longqi i nosząca nazwę Ōbaku:
- 68/41 Miyun Yuanwu (1566–1642)
  - 69/42 Feiyin Tongrong (1593–1661)
    - 70/43/1 Yinyuan Longqi (jap. Ingen Ryuki) (1592–1673) 23 spadkobierców Dharmy w tym 3 Japończyków. 1 opat Mampuku-ji
      - 71/44/2 Yiran Xingrong (1601–1668) opat Kōfuku-ji
      - 71/44/2. Dokuhon Shōgen (1618–1689)
      - 71/44/2. Dokuryu Shoeki
      - 71/44/2. Ryōkei Shōsen (1602–1670) 1 spadkobierca Dharmy, opat Shōmyō-ji
        - 72/45/3. Go-Mizunoo (1612–1629) cesarz Japonii
          - 73/46/4. Kaiō Hōkō (1635–1712) opat Shōmyō-ji, linia ta dała później dwóch opatów Mampuku-ji.

      - 71/44/2. Dokushō Shōen (1617–1694)
      - 71/44/2. Jifei Ruyi (jap. Sokuhi Nyoitsu) (1616–1671) 5 spadkobierców Dharmy
      - 71/44/2. Mu’an Xingtao (jap. Mokuan Shōtō) (1611–1684) 46 spadkobierców Dharmy, w tym 43 Japończyków. 2 opat Mampuku-ji
        - 72/45/2. Hakuo Dotai (zm. 1682) opat Daikyu-an
          - 73/46/3. Ryōnen Gensō (1646-1711) mistrzyni zen

        - 72/45/3. Tannen Dōjaku (1629–1679) były mnich szkoły sōtō
        - 72/45/3. Tetsugen Dōkō (1630–1682)
        - 72/45/3. Ichimyō Dōgen (1635–1685)
        - 72/45/3. Tesshin Dōhan (1641–1710) dwukrotny opat Zuishō-ji
        - 72/45/3. Jitsuden Dōkin (1627–1704) 4 opat Zuishō-ji
        - 72/45/3. Tanzan Dōshō (1606–1682)
        - 72/45/3. Tetsugyū Dōki (1628–1700) 34 spadkobierców Dharmy. 2 opat Zuishō-ji[18]
          - 73/46/4. Linia przekazu chōshō

        - 72/45/3. Egoku Dōmyō (1632–1721) 42 spadkobierców Dharmy, 3 opat Zuishō-ji i swojego klasztoru Hōun-ji
          - 73/46/4. Linia przekazu shōringe

        - 72/45/3. Chōon Dōkai (1628–1695)

      - 71/44/2. Huilin Xingji (1609–1681) 6 japońskich spadkobierców Dharmy. 3 opat Mampuku-ji
        - 72/45/3. Linia przekazu ryūko
        - 72/45/3. Duzhan Xingrong (1628–1726) 39 spadkobierców Dharmy (38 Japończyków). 4 opat Mampuku-ji
          - 73/46/4. Linia przekazu shishirin oraz 3 mniejsze linie
          - 73/46/4. Enzū Dōjō (1643–1704) 17 spadkobierców Dharmy
          - 73/46/4. Sekisō Dōkō (1638–1704)
          - 73/46/4. Yuefeng Daozhuang (1655–1734) 8 opat Mampuku-ji
          - 73/46/4. Yuefeng Daozhang (1655–1734) Chociaż sam nie był opatem, jego linia przekazu dała następnych.

      - 71/44/2. Huimen Rupei (1615–1664) początkowo następca Yinyuana w Chinach; przybył do Nagasaki. 11 spadkobierców Dharmy.
        - 72/45/3. Gaoquan Xingdong[19] (1633–1695) 16 spadkobierców Dharmy. 5 opat Mampuku-ji
          - 73/46/4. Linia przekazu bukkoku-ha

Do Japonii dokonano 24 wczesnych transmisji chan/zen z Chin. Do dziś przetrwała w Japonii tylko jedna linia przekazu rinzai – właśnie ta od Nampo Jōmyō. I chociaż dzisiaj jest 15 linii przekazu Dharmy rinzai, to wszystkie one wywodzą się z klasztoru Myōshin-ji. Jest to przyczyną nierozwiązanych dyskusji, czy naprawdę można mówić, że zen rinzai jest pełnoprawnym spadkobiercą chanu linji z okresu Song.